# Ngày Nay (tạp chí)
Ngày Nay là cơ quan ngôn luận của Liên hiệp các Hội UNESCO Việt Nam. Tạp chí Ngày Nay phát hành miễn phí trên cả nước Việt Nam với số lượng gần 20.000 bản/ngày (số liệu từ tháng 11-2015). Từ 29/3/2021, tạp chí Ngày Nay trở thành báo điện tử có thu phí đọc chuyên mục đặc biệt đầu tiên ở Việt Nam

## Lịch sử
Tạp chí Ngày Nay được thành lập theo Giấy phép số 512/GP-BVHTT, do Bộ trưởng Bộ Văn hoá - Thông tin ký ngày 25-11-2002. Tạp chí Ngày Nay là cơ quan ngôn luận chính thức của Hiệp hội Câu lạc bộ UNESCO Việt Nam, phát hành mỗi tháng 2 kỳ, kỳ một (phát hành đầu tháng) lấy tên chuyên đề là "Giao lưu Văn hoá", kỳ hai (phát hành cuối tháng) lấy tên chuyên đề là "Phong cách Việt".
Đến tháng 07-2015, Ngày Nay được cấp giấy phép xuất bản số 335/GP-BTTTT do Bộ Thông tin và Truyền thông cấp ngày 23-07-2015, phát hành thứ 5 hàng tuần, với hình thức phát hành miễn phí. Cho điến thời điểm này, Ngày Nay được cho là tờ Báo miễn phí duy nhất ở Việt Nam.

## Tôn chỉ của tạp chí
Báo miễn phí Ngày Nay là một sáng kiến xã hội (social innovation) lưu giữ giá trị văn hóa nhân văn vì cộng đồng nhằm tạo cơ hội bình đẳng trong tiếp cận thông tin đối với mọi tầng lớp dân chúng, góp phần nâng cao dân trí cho người lao động - những con người ít có cơ hội sử dụng công nghệ thông tin - có được tin tức. Cho dù công nghệ hiện đại và phát triển đến đâu thì báo miễn phí luôn là một góc văn hóa mà mọi xã hội văn minh muốn lưu giữ và bảo tồn.

## Đội ngũ
Đội ngũ biên tập và phóng viên của Ngày Nay đều có nhiều kinh nghiệm trong làng báo chí Việt Nam. Phó Tổng Biên tập Nguyễn Hùng Sơn, Phạm Hữu Quang đã quy tụ được một đội ngũ cộng tác viên, biên tập viên kỳ cựu, là những cây viết xuất sắc trong làng báo đồng thời là những hot Facebookers ở Việt Nam. Đó là Đinh Đức Hoàng (được biết đến với biệt danh trên Facebook là Hoàng Hối Hận), người đã từng lập nên tờ online "Tin khó tin" và hiện là cây bút chủ lực trên mục "Góc Nhìn" của báo điện tử VNExpress. Đó là nhà báo Hoàng Minh Trí (Facebooker Cu Trí), người dẫn "Góc Nhìn" trên Đài truyền hình kỹ thuật số VTC1 có nhiều chương trình được dư luận quan tâm. Nhà báo Ngô Kinh Luân, với bút danh "Ngô Nguyệt Hữu", cây bút chủ lực của báo An ninh thế giới. Nhà báo Phạm Gia Hiền, bút danh Gia Hiền, người đã có nhiều bài viết trên Facebook được nhiều người quan tâm, theo dõi, đồng thời cũng là cây viết được đánh giá cao trên mục "Góc Nhìn" của báo điện tử VNExpress.

## Phương thức phát hành

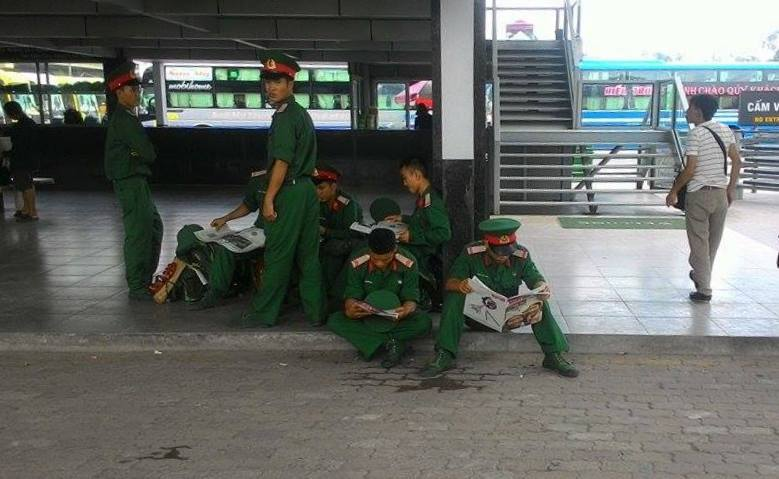
Các chiến sĩ QĐND Việt Nam đọc báo miễn phí Ngày Nay tại bến xe khách.

Tạp chí Ngày Nay được phát hành miễn phí đến độc giả là những người dân lao động, những người không có cơ hội bình đẳng tiếp cận Internet để cập nhật thông tin.
Đội ngũ phát báo miễn phí đem báo đến các bến xe, nhà ga, bệnh viện, trường học...

## Ban biên tập hiện tại
- Chủ tịch Hội đồng biên tập: Nguyễn Xuân Thắng
- Phó Chủ tịch Hội đồng biên tập: Nguyễn Hùng Sơn
- Tổng biên tập: Trần Văn Mạnh
- Phó tổng biên tập: Nguyễn Lệ Hằng, Phạm Hữu Quang, Lê Thị Lương.
- Trưởng văn phòng đại diện tại TP. Hồ Chí Minh: Ngô Nguyệt Hữu[7]